# Brombeerzeit
Brombeerzeit (The Land Girls) ist ein britisch-französisches Filmdrama von David Leland aus dem Jahr 1998. Keith Dewhurst und David Leland schrieben das Drehbuch anhand des Romans Land Girls von Angela Huth aus dem Jahr 1994.

## Handlung
Die Handlung spielt während des Zweiten Weltkriegs. In England wird die Aktion Women's Land Army durchgeführt, im Rahmen derer Stadtfrauen an landwirtschaftliche Betriebe als Arbeitskräfte vermittelt werden. Sie ersetzen dort die kämpfenden Männer.
Im Jahr 1941 nehmen die studierte Ag, die Friseurin Prue und die Bankierstochter Stella an dieser Aktion teil. Sie werden an die Farm der Familie Lawrence in Dorset vermittelt, wo sie sich anfreunden. Der Besitzer der Farm, John Lawrence, ist zunächst skeptisch, ob die jungen Frauen überhaupt für die harte Arbeit dort geeignet sind. Sie übernehmen aber klaglos und erfolgreich alle anfallenden Arbeiten auf der Farm wie Pflügen, Ernten, Melken oder das Versorgen der Tiere. 
Prue beginnt nach einiger Zeit eine kurze Affäre mit dem Sohn der Familie, Joe Lawrence, welcher eigentlich mit Janet verlobt ist. Prue verliebt sich später in einen Piloten und heiratet ihn. Kurze Zeit später wird dieser aber bei Kampfhandlungen getötet. Ag, mit 26 noch Jungfrau, bittet Joe darum, sie zu entjungfern, was dieser zunächst entrüstet ablehnt, kurze Zeit später aber dennoch tut. Allerdings bleibt es bei dieser einmaligen Begegnung, da Ag keine weiteren Gefühle für Joe hegt, sondern sich in einen kanadischen Offizier verliebt. Stella, die schon längere Zeit mit dem Marineoffizier Philip verlobt ist, verliebt sich schließlich in Joe und beschließt, als dieser ihre Gefühle erwidert, sich von Philip zu trennen. Derweil wurde Philip schwer verwundet. Beim Besuch im Lazarett erfährt sie, dass dieser beide Beine verloren hat. Sie entscheidet sich für ihn und kehrt nicht mehr auf die Farm, wo Joe auf sie wartet, zurück. 
Jahre später, der Krieg ist vorbei, sehen sich die drei Frauen und Joe bei der Taufe von Prues Kind wieder. Prue hat einen wohlhabenden Mann geheiratet, der deutlich älter ist als sie. Ag ist glücklich mit dem kanadischen Offizier verheiratet. Stella ist mit Philip verheiratet, jedoch steht die Scheidung kurz bevor, da Philip sie wegen einer anderen Frau verlassen hat. Joe, nach dem Tod seines Vaters mittlerweile Eigentümer der Farm, ist mit Janet verheiratet und hat mit ihr zwei Kinder. Es kommt zu einer kurzen Begegnung zwischen Joe und Stella, wobei deutlich wird, dass beide immer noch etwas füreinander empfinden. Aber die Zeit lässt sich nicht zurückdrehen, so dass beide danach wieder getrennte Wege gehen.

## Kritiken
James Berardinelli schrieb auf ReelViews, der Film unterscheide sich von den anderen Filmen über den Zweiten Weltkrieg, weil er nicht kämpfende Männer in Frankreich, Deutschland oder Südpazifik, sondern Frauen in England zeige. Die Liebesgeschichte sei „formelhaft“. Catherine McCormack wirke genauso „bezaubernd“ wie in ihren früheren Filmen; Rachel Weisz beeindrucke weniger, aber sie habe im Film wenig zu tun. Anna Friel strahle „vitale Energie“ aus.
Roger Ebert schrieb in der Chicago Sun-Times vom 26. Juni 1998, er habe beim Zuschauen das gezeigte Landleben als besonders real wahrgenommen. Die Handlung sei jedoch „dünn“ und „routiniert“: „Flirts, gebrochene Herzen, bittersüße Reue“.
Kevin Thomas schrieb in der Los Angeles Times vom 12. Juni 1998, der Film sei ein „todsicherer Herzenzerreißer“, der das amerikanische Publikum anspreche. Er zeige ein altmodisches Bild der Frauen, allerdings mit einer Offenheit, die in den Filmen der 1940er Jahre nicht möglich wäre. Er „verfalle“ jedoch zum Ende in eine Seifenoper („By the time it's over, "The Land Girls" has lapsed into soap opera“).

„Eine in ausladenden Bildern illustrierte Mischung aus Bauernhoferotik und historisierendem Patriotismus, die sich in ermüdendem Kunstgewerbe erschöpft.“

## Hintergrund
Der Film wurde in verschiedenen Orten in England gedreht, darunter in den Londoner Ealing Studios. Er hatte seine Weltpremiere am 20. Januar 1998 auf dem Sundance Film Festival. Das Einspielergebnis in den britischen Kinos betrug ca. eine Million Pfund Sterling.